# Torneo di Wimbledon 2022 - Quad doppio
Sam Schröder e Niels Vink hanno sconfitto in finale i campioni in carica Andy Lapthorne e David Wagner con il punteggio di 6(4)–7, 6–2, 6–3.

## Teste di serie
1. Sam Schröder /  Niels Vink (campioni)

1. Andy Lapthorne /  David Wagner (finale)

## Tabellone

### Legenda
| - Q = Qualificato - WC = Wild card - LL = Lucky loser | - ALT = Alternate - SE = Special Exempt - PR = Protected Ranking | - w/o = Walkover - r = Ritirato - d = Squalificato |

|  | Semifinali | Semifinali                   | Semifinali                   | Semifinali | Semifinali |  |  | Finale | Finale                      | Finale | Finale | Finale |  |
|  |            |                              |                              |            |            |  |  |        |                             |        |        |        |  |
|  | 1          | Sam Schröder Niels Vink      | Sam Schröder Niels Vink      | 6          | 6          |  |  |        |                             |        |        |        |  |
|  |            | Heath Davidson Ymanitu Silva | Heath Davidson Ymanitu Silva | 2          | 2          |  |  | 1      | Sam Schröder Niels Vink     | 64     | 6      | 6      |  |
|  |            | Donald Ramphadi Koji Sugeno  | Donald Ramphadi Koji Sugeno  | 3          | 4r         |  |  | 2      | Andy Lapthorne David Wagner | 7      | 2      | 3      |  |
|  | 2          | Andy Lapthorne David Wagner  | Andy Lapthorne David Wagner  | 6          | 3          |  |  |        |                             |        |        |        |  |